# Роголо
Рого̀ло (на италиански: Rogolo, на западноломбардски: Rugùl, Ругул) е село и община в Северна Италия, провинция Сондрио, регион Ломбардия. Разположено е на 216 m надморска височина. Населението на общината е 566 души (към 2010 г.).